# Јужна белоглава сова
Јужна белоглава сова (лат. Ptilopsis granti) врста је сове из породице правих сова. Живи на подручју Африке, и то јужно од екватора. Раније се сматрала подврстом северне белоглаве сове, док се данас третирају као засебне врсте обухваћене родом Ptilopsis, познатијим под називом белоглаве сове.

## Опис
Ова сова висока је између 22 и 28 центиметара, а тешка 185—220 грама. Горњи део тела јој је сиве боје са тамним пругама и белим мрљама на плећном перју. Доњи део тела је бледичасте беле боје, такође са тамним пругама. Фацијални диск је беле боје оивичен црно, а око наранџастих очију такође се јавља црно перје. На глави има два мала ушна прамена са црним врховима. За разлику од одрасле јединке, младунче има сиви фацијални диск. Северна белоглава сова се од своје јужне рођаке разликује по томе што је блеђе обојена, са више браон боје и без шара на доњем делу тела.
Дозивање ове сове је брзо, жубореће звиждање. Јужна белоглава сова оглашава се обично ноћу и дозивање се састоји од више поновљених звиждука. За разлику од ње, северна белоглава сова има много другачије “двонотно” дозивање.
Јужна белоглава сова живи на подручју јужног дела Африке, тако да се њен ареал протеже од Габона па источно до јужне Кеније и јужно до Намибије и Јужноафричке Републике. Насељава саване и суве шуме. Углавном се виђа сама или у пару. Најчешће се храни великим бескичмењацима и неким мањим сисарима, а понекад и птицама и гмизавцима.
Јаја обично полаже у гнезду неке друге птице. Гнездо садржи обично два или три јаја која се инкубирају 30ак дана. Младунци напуштају гнезо око месец дана након излегања.